# Pauline Jeanneret
Pour les articles homonymes, voir Jeanneret.
Pauline Jeanneret est une curleuse française née le 1er mars 1987.

## Biographie
Pauline Jeanneret remporte la médaille de bronze au Championnat du monde double mixte de curling 2011 à Saint Paul avec Amaury Pernette, obtenant ainsi la première médaille française à des Mondiaux depuis 1973.
Elle est sacrée championne de France de curling à trois reprises, de 2013 à 2015.
Elle étudie la géologie à l'université de Franche-Comté où elle obtient une thèse financée par AREVA. Elle est ensuite postdoctorante à l'université d'Uppsala.
Dans le cadre des jeux olympiques d'hiver de 2022, elle devient consultante des épreuves de curling pour le compte de France télévisions.